# Enquête sur un génocide
Enquête sur un génocide est le 140e roman de la série SAS, écrit par Gérard de Villiers et publié en 2000 aux éditions Éditions Malko productions. Comme tous les SAS parus à cette époque, le roman a été édité lors de sa publication en France à 200 000 exemplaires.

## Remarque
Le roman s'inscrit dans les aventures de Malko en Afrique noire :
- SAS broie du noir - 1967.
- Zaïre adieu - 1997.

## Date et lieux principaux de l'action
- Juin 2000[1].
- Nairobi au Kenya (chapitres 3 à 6), Arusha en Tanzanie (chapitres 7 à 16), enfin Kigali au Rwanda (chapitres 17 à 21).

## Personnages principaux

### Nord-Américains et Européens
- Malko Linge : héros du roman.
- Mark Spencer : chef d'antenne de la CIA au Kenya.
- Priscilla Clearwater : secrétaire de Spencer[2]
- Renée Vernon : avocate canadienne à Arusha.
- Helen Steel : journaliste.
- Walter Park : chef d'entreprise qui vivotait au Rwanda et qui de temps en temps rendait service à la CIA.
- Lee Parker et Matt Stewart : Américains amis de Park.

### Africains
- Charles Lizindé : ex-colonel rwandais et ex-ami de Paul Kagame.
- son épouse Cyrié Lizindé
- Jean-Bosco Sagatwa : extrémiste hutu, soupçonné de génocide, emprisonné à Arusha.
- Théoneste Barayagwisa : employé rwandais de l'ambassade américaine à Kigali.
- Bérénice.

## Résumé
À Nairobi au Kenya, l'ex-colonel rwandais Charles Lizindé, après avoir fait l'amour avec sa compagne, est exécuté par une rafale de kalachnikov. Bien que Tutsi, son amitié avec Paul Kagame s'était atténuée, au point que sa présence pouvait représenter un ennui pour le président rwandais : il devait prochainement comparaître devant le Tribunal pénal international pour le Rwanda chargé de juger les génocidaires hutus… (chapitre 1). 
Frank Capistrano, conseiller du président des États-Unis, demande à Malko de se rendre au Rwanda pour faire une enquête officieuse sur l'éventuelle implication des États-Unis lors du déclenchement du terrible génocide ayant commencé le 6 avril 1994 : 800 000 Tutsis avaient été massacrés en trois mois par des extrémistes Hutus. Capistrano se méfie de la CIA et veut un avis neutre sur les premiers instants du génocide : qui faisait quoi à cette époque ? Qui des Hutus et des Tutsis a commandité la destruction de l'avion du président Habyarimana ? (chapitre 2). 
Malko se rend donc à Nairobi au Kenya, où il entame une enquête sur le meurtre du colonel Lizindé et où il a une liaison sexuelle avec Priscilla Clearwater. Cyrié Lizindé, l'épouse du colonel assassiné, est persuadée que l'exécution est une décision de Paul Kagamé, qui a voulu supprimer un témoin gênant. La femme lui parle d'une avocate chargé de défendre des génocidaires Hutus : Me Renée Vernon, qui défend actuellement un chef génocidaire, Jean-Bosco Sagatwa à Arusha. Le lendemain, Priscilla Clearwater et Malko sont attaqués en plein centre-ville de Nairobi par deux Kenyans et ne doivent la vie sauve que grâce à l'intervention d'un ex-compagnon de Priscilla. L'épouse du colonel Lizindé recontacte Malko : elle a appris la tentative de meurtre et souhaite l'aider. Elle lui remet un document sur lequel sont inscrits les numéros de série des deux missiles ayant servi à abattre l'avion du président Habyarimana (chapitres 3 à 6). 
Malko se rend à Arusha en Tanzanie afin de rencontrer l'avocate Renée Vernon. Malko apprend qu'il est suivi par des hommes. Il prend aussi connaissance des actes concrets commis durant le génocide de 1994. Le client de l'avocate, Jean-Bosco Sagatwa, veut à tout prix rencontrer Malko et lui fait transmettre un document : les numéros de série des deux missiles ayant servi à abattre l'avion du président Habyarimana ; ce document est similaire à celui remis quelques jours auparavant par Cyrié Lizindé. Malko a une liaison sexuelle avec Helen Steel. Il rencontre ensuite au parloir de la prison Jean-Bosco Sagatwa, qui lui déclare qu'il sait tout sur l'origine du génocide, et lui propose de tout révéler en échange d'une évasion. Malko rend compte à Frank Capistrano : doit-il faire évader le génocidaire ? Capistrano lui répond par l'affirmative, à condition que l'évadé soit ensuite « liquidé » par Malko. Une somme de 100 000 dollars est débloquée pour l'opération (chapitres 7 à 12).
Malko reçoit l'argent et prépare l'évasion ; il loue pour cela un petit avion qui devra emmener Sagatwa au Kenya. Il rencontre de nouveau le prisonnier et lui dit que l'opération est prête, mais qu'il exige un résumé oral de ce qu'il s'était réellement passé en avril 1994. Sagatwa lui explique qu'il s'agissait d'une manipulation incroyable des extrémistes Hutus : ils ont fait croire à Paul Kagamé que le président Habyarimana mentait en déclarant vouloir une réconciliation nationale. Kagamé a donc estimé utile de faire assassiner Habyarimana par des Tutsis afin d'éviter le génocide. Il ignorait que les plans du génocide étaient prêts et que les extrémistes Hutus attendaient la mort d'Habyarimana pour commencer les exécutions de masse. Le chef du commando ayant abattu l'avion présidentiel était un Américain du nom de Walter Park. Helen et Malko, en pleine nuit, parviennent à échapper à un assassinat, ce qui prouve que l'enquête de l'agent secret gêne en haut lieu. Le lendemain matin, Sagatwa feint d'être malade et est conduit sous escorte à l'hôpital, mais sa voiture est la cible d'une rocket qui la pulvérise. Sagatwa et son escorte sont tués (chapitres 13 à 15). 
Malko retourne au Kenya et se renseigne sur Walter Park. L'homme était un chef d'entreprise qui vivotait au Rwanda et qui de temps en temps rendait service à la CIA. Il est mort en 1997 et ne peut donc pas être interrogé. Capistrano acceptant que Malko remonte cette filière, l'agent secret se rend à Kigali. Il est pris en charge par Théoneste Barayagwisa, un employé rwandais de l'ambassade. Malko tente de trouver des personnes ayant connu Walter Park et capables de lui confirmer le fait qu'il est mort. Il finit par découvrir la tombe de Park dans le village de Kisukiro. Malko envisage de terminer son enquête, quand il apprend qu'un dénommé Hugues Vandermersch avait rencontré Park en 1998 (donc après sa mort « officielle ». Malko a une liaison sexuelle avec Bérénice, nièce d'un général des services secrets et amie de Vandermersch. Puis Théoneste Barayagwisa dit à Malko qu'il ne peut plus l'assister (Malko en déduit que l'homme a été menacé par les services secrets rwandais tutsis). Malko décide alors de vérifier si la tombe de Park contient son cadavre. Avec l'aide d'un prêtre traumatisé par le génocide, il ouvre de nuit la tombe : elle ne contient pas le cadavre de Walter Park ! Sa mort était donc une mise en scène (chapitres 16 à 18). 
Vandermersch a eu ses animaux égorgés et a reçu un signal lui ordonnant de ne plus revoir Malko. Peu après, Malko, grâce aux registres du consulat américain, apprend l'identité de deux amis de Park : Lee Parker et Matt Stewart. Il tente de les rencontrer dans une boîte de nuit qu'ils fréquentent régulièrement, mais sans succès. Peu après, se rendant à leur domicile, Malko découvre que les deux hommes qui connaissaient Park et leurs épouses ont été massacrés à la machette. Malko poursuit son enquête : un Européen qui vit depuis trente ans à Butare est susceptible de connaître le domicile de Walter Park. L'homme est néanmoins assassiné sous ses yeux. Il apprend de la compagne du défunt que Park réside à Gisenyi (chapitre 20). 
Malko a une liaison sexuelle avec Nadine, la veuve du défunt. Il lui offre 50 000 dollars (la moitié de la somme qui devait servir pour l'évasion de Jean-Bosco Sagatwa). Poursuivant avec ténacité son enquête, Malko finit par rencontrer Walter Park. Celui-ci lui retrace toute l'histoire, confirmant les déclarations initiales de Jean-Bosco Sagatwa et les complétant : il s'agissait effectivement d'une manipulation incroyable des extrémistes Hutus, qui ont fait croire à Paul Kagamé que le président Habyarimana mentait en déclarant vouloir une réconciliation nationale. Kagamé avait donc décidé de faire assassiner Habyarimana par une équipe composée notamment de Walter Park, Lee Parker et Matt Stewart dans l'optique d'éviter le génocide. Il ignorait que les plans du génocide étaient prêts et que les extrémistes Hutus n'attendaient que la mort d'Habyarimana pour commencer les exécutions de masse. Si les Hutus ont été battus militairement par les Tutsis venus de l'extérieur, c'est parce qu'ils préféraient massacrer des Tutsis plutôt que de combattre le FPR ! Les deux missiles utilisés pour abattre l'avion avaient été vendus par les États-Unis à l'Ouganda, qui les avait donnés au FPR. La CIA n'était pour rien dans le génocide, mais avait eu connaissance de l'origine de ces missiles, d'où son faible empressement pour enquêter et donner une vision exacte des choses, d'autant plus que Walter Park était un ancien correspondant de l'Agence. Park annonce à Malko qu'il se porte garant de sa sécurité et qu'il le raccompagne personnellement à Kigali (chapitre 21).